# Усьвинские Столбы
Столбы — скальные выходы известняка на правом берегу реки Усьвы, в 5 км от посёлка Усьва в Пермском крае. Высота столбообразных скал-останцов над уровнем реки до 150 м. Ландшафтный памятник природы Пермского края. Наибольшей известностью пользуется 70-метровая отдельно стоящая скала «Чёртов палец».
Грот Столбовой на Усьвинских столбах имеет радиоуглеродную дату по кости 22 890 ± 200 лет. На территории памятника природы отмечено 79 видов сосудистых растений, в том числе такие редкие, как дремлик тёмно-красный (Epipactis atrorubens) и тимьян Талиева (Thymus talijevii).
В районе Столбов были сняты некоторые сцены кинофильмов «Время первых» (2017) и «Географ глобус пропил» (2013).

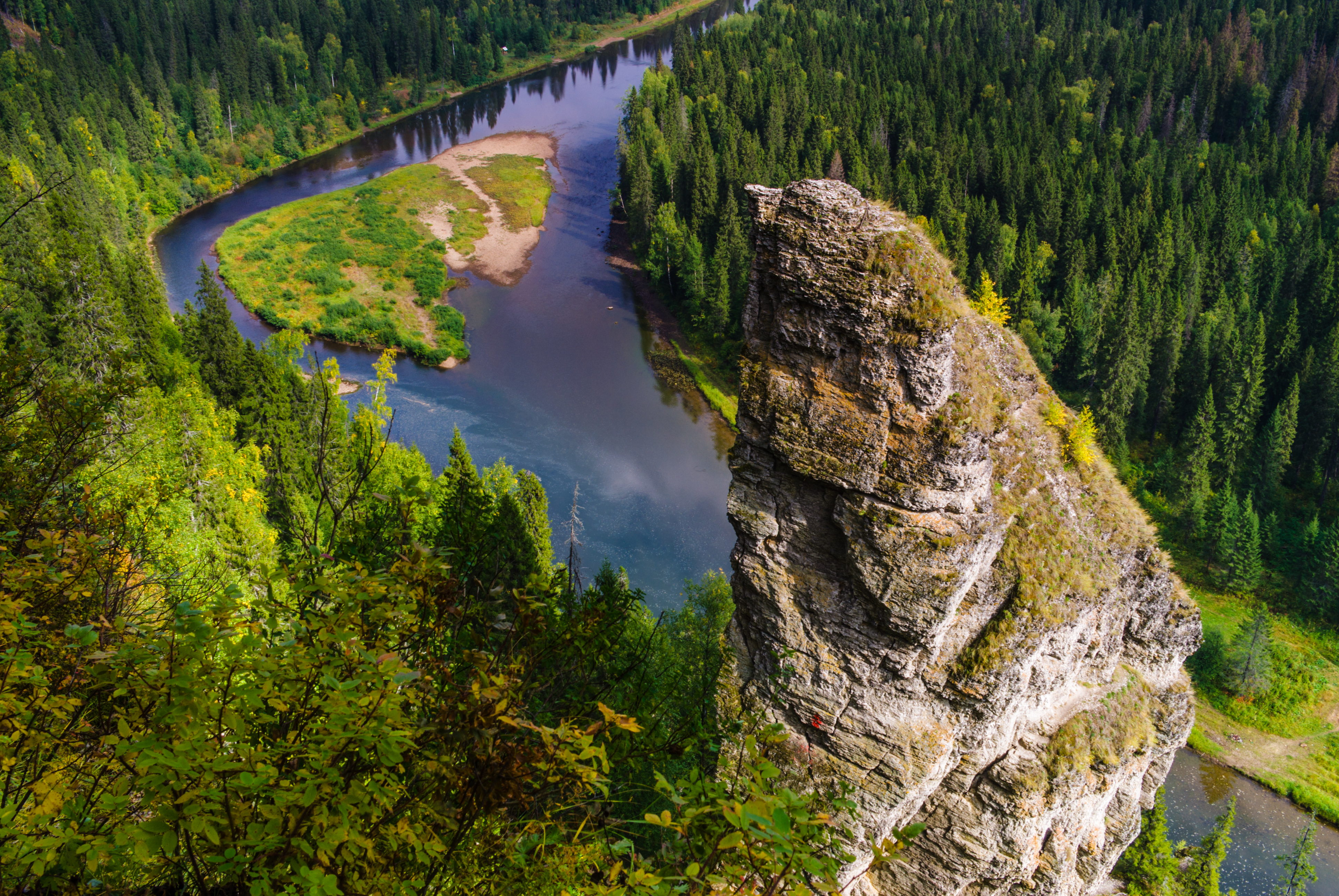
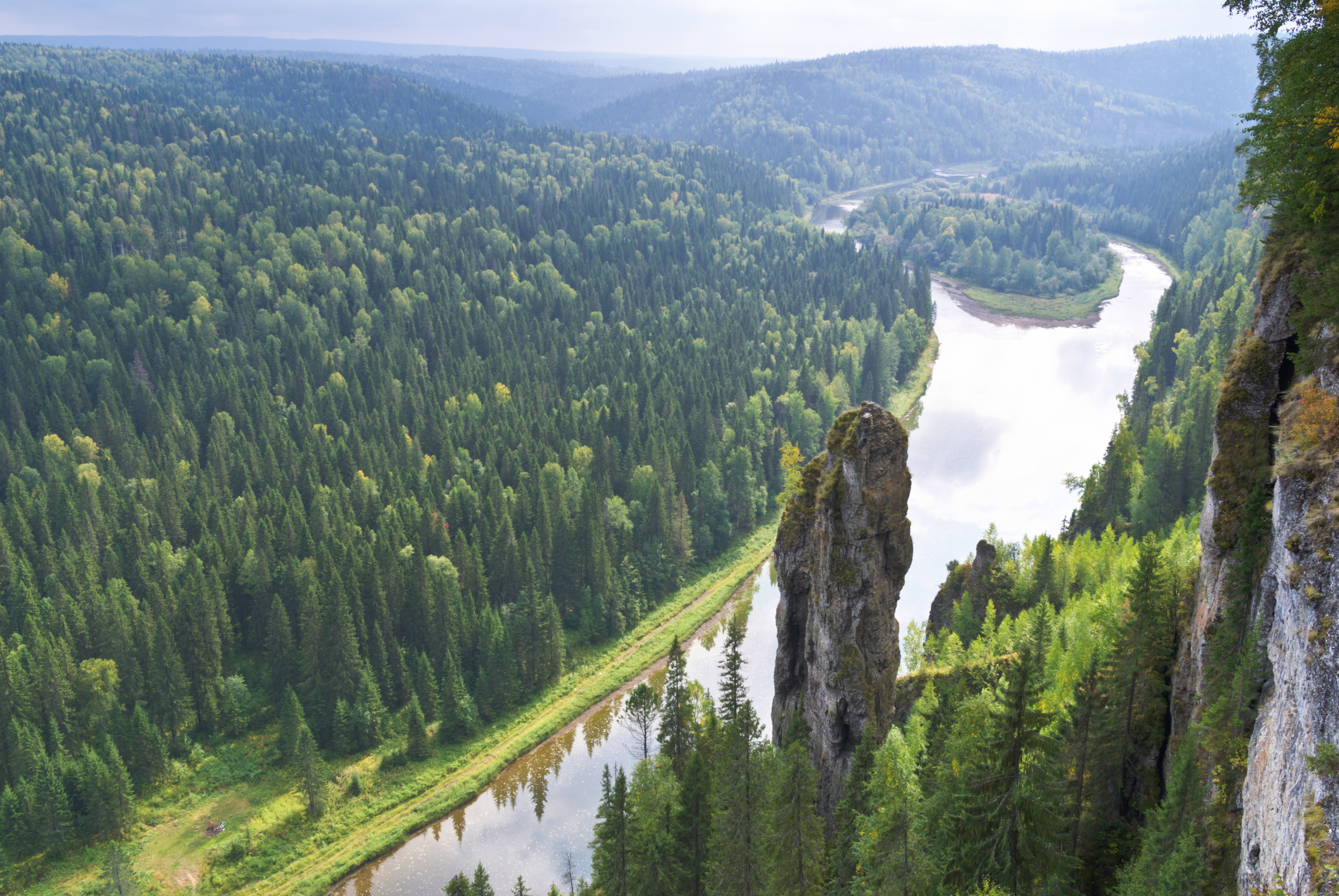